# Desmosi intestinale
La desmosi intestinale è una patologia infantile che consiste nell'alterazione del contenuto connettivale della parete intestinale, che altera la normale composizione della tonaca muscolare (muscolatura liscia intestinale) determinando gravi alterazioni della motilità dell'intestino.
La desmosi è stata descritta per la prima volta da Meier-Ruge WA nel 1998, sulla base di osservazioni svolte in casi di pseudo-Hirschsprung o pseudo-ostruzione intestinale studiati con tecniche istologiche tricromiche (Picrus Sinus Red, tecnica di Masson, Azan-Mallory).
Esiste una forma descritta aplastica, caratterizzata da disturbi della rete connettivale intestinale nei neonati pre-maturi, con quadro clinico di ipoperistalsi e pseudo-ostruzione.
Esiste una seconda forma descritta atrofica: caratterizzata da infiammazione della tonaca muscolare con rilascio di enzimi (collagenasi) e conseguente distruzione secondaria del tessuto connettivo intestinale. Questa seconda forma oltre che neonati e bambini, interessa anche l'età adulta. Clinicamente la desmosi atrofica si manifesta con stitichezza.